# 銭洗弁天
銭洗弁天（ぜにあらいべんてん）は、そこで銭貨を洗うと何倍にもなって返ってくるという信仰がある弁才天社。鎌倉の銭洗弁財天宇賀福神社は著名で、境内社として銭洗弁天がある寺社も多い。

## 銭洗弁天のある寺社
- 熊野神社 - 埼玉県川越市
- 小網神社 - 東京都中央区日本橋小網町
- 井の頭弁財天 - 東京都三鷹市井の頭（井の頭恩賜公園内）
- 高尾山薬王院 - 東京都八王子市高尾町（高尾山）
- 厳島神社 - 神奈川県横浜市中区
- 銭洗弁財天宇賀福神社 - 神奈川県鎌倉市
- 江島神社 - 神奈川県藤沢市江の島
- 妙圓寺 - 神奈川県平塚市土屋
- 深沢銭洗弁天 - 神奈川県足柄下郡箱根町
- 山田天満宮 - 愛知県名古屋市北区
- 鳴海銭洗弁財天 - 愛知県犬山市
- 銭洗尾張弁財天 富吉神社 - 愛知県海部郡蟹江町
- 六波羅蜜寺 銭洗弁財天- 京都府京都市東山区
- 本行寺 銭洗弁財天 - 大阪府高槻市